# Đảo đoạn nhiễm sắc thể

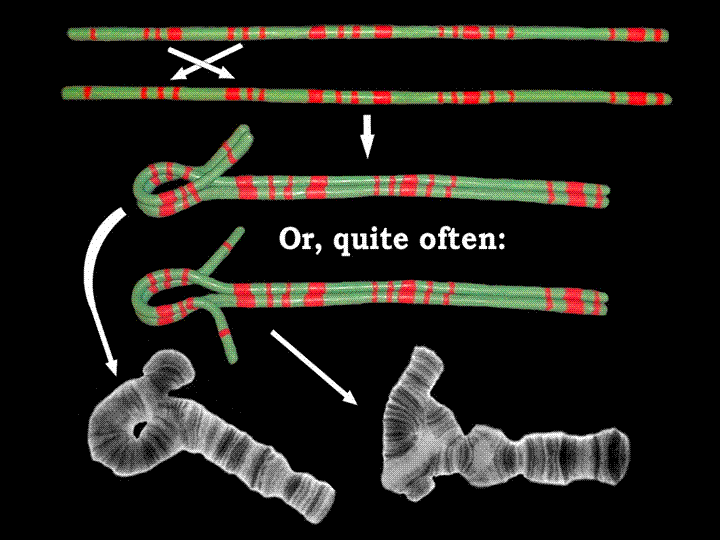
A clay model showing why heterozygous inversion loops are visible in polytene chromosome preparations

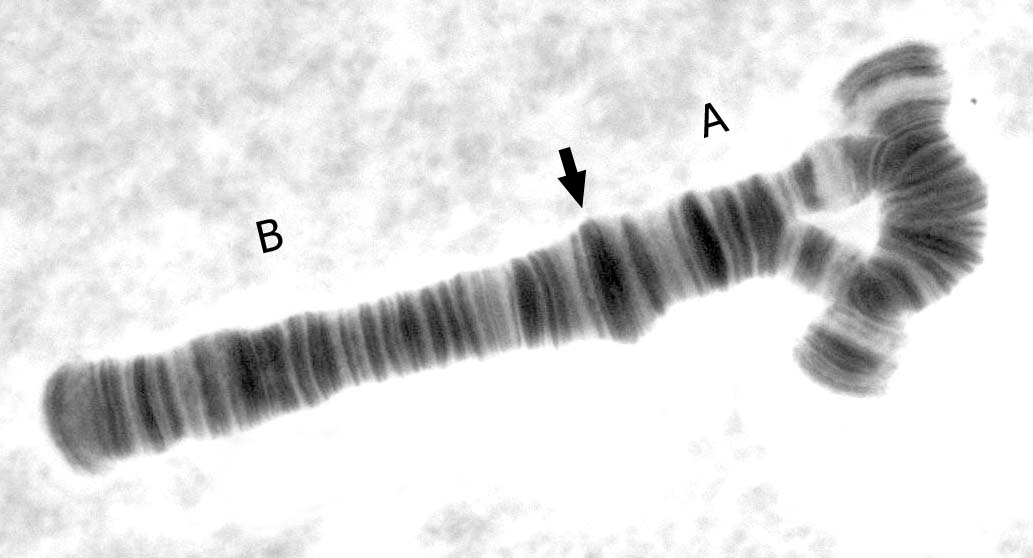
Một vòng lặp đảo đoạn trong tay A của một nhiễm sắc thể trên một loài ruồi vằn Axarus

Đảo đoạn nhiễm sắc thể là một dạng tái cấu trúc nhiễm sắc thể, trong đó một đoạn của nhiễm sắc thể bị đảo ngược 180 độ so với vị trí ban đầu của nó. Đảo đoạn nhiễm sắc thể xảy ra khi một nhiễm sắc thể duy nhất bị đứt và sau đó tự tái cấu trúc bên trong chính nó. Đảo đoạn có hai loại: đảo đoạn xa tâm và đảo đoan quanh tâm.
Đảo đoạn gần tâm không có tâm động và cả hai loại đứt gãy đều xảy ra ở một tay của nhiễm sắc thể. Đảo đoạn quanh tâm thì có tâm động và có một điểm đứt gãy ở mỗi tay.
Các kĩ thuật di truyền học tế bào có thể có khả năng phát hiện đảo đoạn, hoặc đảo đoạn có thể được suy ra từ phân tích gien. Dù sao, ở hầu hết các loài, các đảo đoạn nhỏ sẽ xuất hiện mà không bị phát hiện. Ở những loài côn trùng với nhiễm sắc thể đa sợi, ví dụ như Drosophila, việc chuẩn bị các nhiễm sắc thể tuyến nước bọt của ấu trùng cho phép quan sát hiện tượng đảo đoạn khi chúng dị hợp. Đặc tính hữu dụng này của nhiễm sắc thể đa sợi lần đầu được đăng báo bởi Theophilus Shickel Painter vào năm 1933.
Đảo đoạn thường không gây ra bất kỳ bất thường nào ở chủ thể miễn là sự tái cấu trúc được cân bằng mà không bị thiếu hay thừa DNA nào. Tuy nhiên, ở những cá thể mà là dị hợp đối với một sự đảo đoạn thì sẽ gia tăng sự sản sinh các nhiễm sắc tử bất thường (điều này xảy ra khi trao đổi chéo xảy ra bên trong chiều dài bị đảo đoạn. Điều này dẫn tới khả năng thụ tinh thấp đi do sự sản sinh ra những giao tử mất cân bằng.